# Karl Friedrich Küstner
Karl Friedrich Küstner (ur. 22 sierpnia 1856 w Görlitz, zm. 15 października 1936 w Mehlem) – niemiecki astronom. W 1888 roku odkrył zjawisko zmiany położenia biegunów Ziemi. Badał położenia gwiazd. W 1908 roku opracował katalog gwiazdowy zawierający 10 663 dokładnych pozycji gwiazd. Jedna ze skatalogowanych przez niego gwiazd okazała się pierwszą odkrytą w gromadzie kulistej mgławicą planetarną Pease 1.
W 1910 roku otrzymał Złoty Medal Królewskiego Towarzystwa Astronomicznego nadawany przez Królewskie Towarzystwo Astronomiczne.